# 口笛が吹けない
「口笛が吹けない」（くちぶえがふけない）は、日本の音楽グループであるTHE BOOMが2000年10月4日に発表した24枚目のシングル。

## 解説
9枚目のアルバム『LOVIBE』と同時発売。
NHKドラマ「エイジ」のために書いた曲を、THE BOOMがセルフ・カヴァー、シングル化したもの。ドラマ中で中村雅俊が歌っている。
中村は宮沢和史が音楽に興味を持つきっかけとなった人物である。
「月に降る雨」は1999年12月31日から翌日元旦にかけ、大阪城ホールで行われたカウント・ダウン・ライブで収録されたテイク。

## 収録曲
全曲作詞・作曲：宮沢和史
1. 口笛が吹けない
2. 子供のように
3. 月に降る雨 （acoustic live version）